# آرثر كاي
آرثر كاي (بالإنجليزية: Arthur Kay)‏ هو ملحن وممثل أمريكي، ولد في 16 يناير 1881 في القيصرية الألمانية، وتوفي في 19 ديسمبر 1969 في هوليوود في الولايات المتحدة.

## أعمال

### أفلام
- (1920) آخر سلالة الموهيكيين

## وصلات خارجية
- آرثر كاي على موقع IMDb (الإنجليزية)
- آرثر كاي على موقع ألو سيني (الفرنسية)
- آرثر كاي على موقع ميوزك برينز (الإنجليزية)
- آرثر كاي على موقع أول موفي (الإنجليزية)
- آرثر كاي على موقع قاعدة بيانات برودواي على الإنترنت (الإنجليزية)
- آرثر كاي على موقع قاعدة بيانات الأفلام السويدية (السويدية)
- آرثر كاي على موقع ديسكوغز (الإنجليزية)
- آرثر كاي على موقع قاعدة بيانات الفيلم (الإنجليزية)
- آرثر كاي على موقع كينوبويسك (الروسية)